# Kkotboda namja
Kkotboda namja (꽃보다 남자?, lett. Ragazzi invece dei fiori; titolo internazionale Boys Over Flowers, conosciuta anche come Boys Before Flowers) è una serie televisiva sudcoreana trasmessa su KBS2 dal 5 gennaio al 31 marzo 2009. È tratta dal manga Hanayori Dango di Yōko Kamio.
Stimolati dalle richieste dei fan, che domandavano ulteriori notizie riguardanti i personaggi principali, gli autori della serie aggiunsero alla fine dei 25 episodi ufficiali altri quattro mini-episodi, pubblicati online, che spiegano cosa sia accaduto ai membri degli F4 cinque anni dopo il termine della storia principale.

## Trama
Lo Shinhwa è un liceo per ragazzi ricchi, frequentato dall'arrogante e popolare Gu Jun-pyo, erede della multinazionale Shinhwa Group, che, insieme agli amici Yoon Ji-hoo, So Yi-jung e Song Woo-bin, forma una sorta di gang chiamata F4: i quattro ragazzi sono i re della scuola e nessuno, nemmeno i professori, osa affrontarli.
Geum Jan-di, una ragazza ordinaria di umili origini che vive con i suoi genitori e il fratellino, aiuta il padre nel suo negozio di lavanderia a secco effettuando a domicilio le consegne di biancheria. Quando un giorno salva uno degli studenti della Shinhwa dal suicidio, la presidentessa del Shinhwa Group, nonché finanziatrice della scuola, le offre una borsa di studio gratuita per mettere a tacere il polverone causato dalla pubblicità negativa prodotta dall'incidente, generato dagli atti di bullismo perpetrati dagli F4.
Non sopportando il quartetto e il suo comportamento, Jan-di si scontra presto con Jun-pyo, che in breve s'innamora di lei. Jan-di, però, ha un legame speciale con il sensibile e tranquillo Ji-hoo, il membro più diverso degli F4. Con l'incoraggiamento della ragazza, Ji-hoo segue all'estero la propria fidanzata modella Min Seo-hyun e, durante la sua assenza, Jan-di viene insistentemente corteggiata da Jun-pyo. I due diventano più intimi finché, nonostante il ritorno, di lì a breve, di Ji-hoo,  Jan-di capisce che quello che ama davvero è Jun-pyo. La loro relazione, però, è minacciata dalla madre del ragazzo, crudele ed egoista donna d'affari che disapprova le origini umili di Jan-di.

## Personaggi

### Personaggi principali
- Geum Jan-di, interpretata da Ku Hye-sun.
È la figlia testarda del proprietario di una lavanderia. Durante una consegna al liceo Shinhwa, salva dal suicidio il ragazzo a cui stava andando a consegnare la divisa pulita, vittima del bullismo degli F4. Il suo atto eroico finisce sulle prime pagine di tutti i giornali e, per mitigare l'indignazione dell'opinione pubblica e mettere a tacere quelli che criticano i privilegi concessi agli studenti della scuola, la direttrice concede alla ragazza di studiare gratuitamente alla Shinhwa. Nonostante il suo iniziale rifiuto, i genitori la costringono ad andare, considerando il fatto un'autentica benedizione. Dopo un'iniziale cotta per Ji-hoo, capisce di essere innamorata di Jun-pyo.
- Gu Jun-pyo, interpretato da Lee Min-ho, Jung Chan-woo (da giovane) e Kang Han-byeol (da bambino).
Leader degli F4 ed erede della multinazionale Shinhwa Group. Dopo che Jan-di alza la testa per difendere le vittime delle sue prepotenze, inizia a tormentarla, ma poi finisce con l'innamorarsene.
- Yoon Ji-hoo, interpretato da Kim Hyun-joong e Nam Da-reum (da bambino).
È un membro degli F4 e nipote di un ex presidente coreano. Il suo spiccato talento musicale attira subito l'attenzione di Jan-di e per un certo periodo sviluppano sentimenti affettivi reciproci; grazie alla ragazza, Ji-hoo, di carattere freddo e chiuso, si apre poco alla volta agli altri e all'amore. Quand'era piccolo è rimasto coinvolto nell'incidente automobilistico in cui entrambi i suoi genitori persero la vita, e lui, unico superstite, continua a sentirsi in colpa. Inizialmente è innamorato di Min Seo-hyun, ma poi s'innamora di Jan-di, rinunciando però a lei in favore dell'amico Jun-pyo.
- So Yi-jung, interpretato da Kim Bum e Moonbin (da bambino).
Noto come il "Casanova" degli F4, è un abile vasaio e ceramista a cui sono già stati assegnati lavori anche da parte dell'UNESCO; la sua famiglia possiede il più vasto museo d'arte del paese, un autentico tesoro nazionale. Il suo atteggiamento da playboy cambia quando si rende conto di essere innamorato di Ga-eul.
- Song Woo-bin, interpretato da Kim Joon.
Noto come il "Don Giovanni" degli F4, la sua famiglia ha una grande azienda edilizia fortemente legata alla mafia. È il consigliere degli F4, a cui è molto legato, e aiuta gli amici a tirarsi fuori dai guai, intervenendo con la sua squadra di teppisti.
- Chu Ga-eul, interpretata da Kim So-eun.
La migliore amica di Jan-di, lavora con lei in una piccola caffetteria-trattoria. S'innamora di Yi-jung dopo che lui l'aiuta a superare il tradimento del suo ex ragazzo.

### Personaggi secondari
- Gu Jun-hee, interpretata da Kim Hyun-joo.
Sorella maggiore di Jun-pyo e unica persona che il ragazzo ascolti. Vuole solo il meglio per suo fratello e gli fa costantemente notare i suoi errori. È scappata dalla sua famiglia per poter vivere una vita normale e sostiene la relazione di Jun-pyo con Jan-di.
- Kang Hee-soo, interpretata da Lee Hye-young.
La madre di Jun-pyo e presidentessa del Shinhwa Group. S'oppone con tutte le forze alla relazione del figlio con Jan-di e usa ogni mezzo per separarli.
- Geum Il-bong, interpretato da Ahn Suk-hwan.
Il padre di Jan-di e proprietario di una lavanderia a secco, è perseguitato dagli strozzini a causa di un suo amico che ha contratto debiti in suo nome.
- Na Gong-joo, interpretata da Im Ye-jin.
La madre di Jan-di, è molto attenta ai soldi e mette sempre la figlia sotto pressione perché attragga e sposi un uomo ricco.
- Geum Kang-san, interpretato da Park Ji-bin.
Il fratellino di Jan-di, è molto dotato nella tecnologia.
- Min Seo-hyun, interpretata da Han Chae-young.
Il primo amore di Ji-hoo e inizialmente la sua fidanzata, è una famosa modella coreana. Diventa una buona e sincera amica per Jan-di.
- Ha Jae-kyung, interpretata da Lee Min-jung.
Figlia di un imprenditore di successo, diventa per un periodo la promessa sposa di Jun-pyo. Anche se l'impegno è stato contratto e combinato dai genitori, sviluppa dei sentimenti sinceri per lui.
- Yoon Seok-young, interpretato da Lee Jung-gil.
Nonno paterno di Ji-hoo ed ex presidente della Corea del Sud, ha sempre creduto che l'incidente mortale in cui sono periti figlio e nuora sia stata colpa sua e per questo non ha più visto il nipote da allora. Dopo la pensione lavora come medico in un ambulatorio frequentato da gente povera.
- Oh Min-ji, interpretata da Lee Si-young.
La prima e unica amica di Geum Jan-di quando arriva alla Shinhwa, è molto innamorata di Jun-pyo e finisce per sabotare Jan-di.
- Choi Jin-hee "Ginger", interpretata da Gook Ji-yeon.
Fa parte del trio delle pettegole.
- Park Sun-ja "Sunny", interpretata da Jang Ja-yeon.
Fa parte del trio delle pettegole.
- Lee Mi-sook "Miranda", interpretata da Min Young-won.
Fa parte del trio delle pettegole.
- So Il-hyun, interpretato da Im Joo-hwan.
Il fratello maggiore di Yi-jung, ha lasciato la famiglia e ha interrotto i contatti quando il fratello minore è stato scelto come erede al suo posto.
- Jung Sang-rok, interpretato da Jung Ho-bin.
Il segretario della presidentessa dello Shinhwa Group. Prova un senso di protezione nei confronti di Jun-pyo e spesso lo aiuta a tirarsi fuori dai guai quando si tratta di questioni riguardanti Jan-di.
- Cha Eun-jae, interpretata da Park Soo-jin.
Amica d'infanzia di Yi-jung e suo primo amore. Insegna ceramica ad un corso frequentato da Ga-eul e rincontra Yi-jung dopo tre anni; ne frequenta però il fratello maggiore.
- Jang Yu-mi, interpretata da Kim Min-ji.
È una paziente dell'ospedale in cui finisce Jun-pyo dopo essere stato investito da una macchina al posto di Ji-hoo. S'innamora di lui e approfitta dell'amnesia del ragazzo per farsi strada nella sua vita al posto di Jan-di.
- Lee Min-ha, interpretato da Jung Eui-chul.
È uno studente che tenta il suicidio, ma viene salvato da Jan-di.
- Lee Jae-ha, interpretato da Jung Eui-chul.
È il fratello gemello di Lee Min-ha e decide di vendicarsi di Jun-pyo rapendo Jan-di e screditandola. Lavora come modello con il nome Haje.
- Ming, interpretato da Haiming.
Amico di Ji-hoo, di cui è innamorato, che vive a Macao.

## Ascolti
| Episodio | Data di trasmissione | Dati TNMS           | Dati TNMS                  | Dati AGB            | Dati AGB                   |
| Episodio | Data di trasmissione | A livello nazionale | Area metropolitana di Seul | A livello nazionale | Area metropolitana di Seul |
| -------- | -------------------- | ------------------- | -------------------------- | ------------------- | -------------------------- |
| 1        | 5 gennaio 2009       | 14,3%               | 14,4%                      | 13,7%               | 13,8%                      |
| 2        | 6 gennaio 2009       | 17,6%               | 17,4%                      | 16,1%               | 15,9%                      |
| 3        | 12 gennaio 2009      | 20,8%               | 21,1%                      | 18,2%               | 17,2%                      |
| 4        | 13 gennaio 2009      | 21,4%               | 21,6%                      | 17,7%               | 17,8%                      |
| 5        | 19 gennaio 2009      | 24,8%               | 24,3%                      | 22,2%               | 21,4%                      |
| 6        | 20 gennaio 2009      | 24,8%               | 24,6%                      | 23,2%               | 23,0%                      |
| 7        | 26 gennaio 2009      | 19,5%               | 19,1%                      | 18,1%               | 17,4%                      |
| 8        | 27 gennaio 2009      | 25,9%               | 25,3%                      | 22,6%               | 22,1%                      |
| 9        | 2 febbraio 2009      | 29,7%               | 29,4%                      | 25,8%               | 24,9%                      |
| 10       | 3 febbraio 2009      | 30,5%               | 30,2%                      | 26,7%               | 25,6%                      |
| 11       | 9 febbraio 2009      | 31,5%               | 31,8%                      | 26,2%               | 25,6%                      |
| 12       | 10 febbraio 2009     | 31,4%               | 31,2%                      | 27,6%               | 27,0%                      |
| 13       | 16 febbraio 2009     | 31,5%               | 31,5%                      | 27,6%               | 27,7%                      |
| 14       | 17 febbraio 2009     | 31,9%               | 32,0%                      | 27,7%               | 26,8%                      |
| 15       | 23 febbraio 2009     | 32,4%               | 32,3%                      | 29,2%               | 28,5%                      |
| 16       | 24 febbraio 2009     | 33,2%               | 32,9%                      | 30,1%               | 30,0%                      |
| 17       | 3 marzo 2009         | 29,9%               | 30,6%                      | 26,6%               | 27,3%                      |
| 18       | 9 marzo 2009         | 35,5%               | 35,7%                      | 32,9%               | 33,3%                      |
| 19       | 10 marzo 2009        | 31,2%               | 31,3%                      | 26,6%               | 26,3%                      |
| 20       | 16 marzo 2009        | 32,6%               | 31,6%                      | 30,6%               | 31,2%                      |
| 21       | 17 marzo 2009        | 33,6%               | 33,8%                      | 30,8%               | 31,1%                      |
| 22       | 23 marzo 2009        | 31,8%               | 32,4%                      | 29,9%               | 30,8%                      |
| 23       | 24 marzo 2009        | 31,8%               | 31,6%                      | 30,3%               | 31,7%                      |
| 24       | 30 marzo 2009        | 30,2%               | 29,2%                      | 29,0%               | 30,1%                      |
| 25       | 31 marzo 2009        | 34,8%               | 34,9%                      | 32,7%               | 33,5%                      |
| Media    | Media                | 28,5%               | 28,4%                      | 25,7%               | 25,6%                      |

## Colonna sonora
Parte 1
1. Paradise – T-Max
2. Because I'm Stupid – SS501
3. Do You Know – Someday
4. Stand By Me – SHINee
5. Lucky – Ashily
6. Starlight Tears – Kim Yoo-kyung
7. A Little – Seo Jin-young
8. One More Time – Tree Bicycles
9. I Know (Saxophone Inst.) – Lee Jung-sik
10. Dance With Me (Inst.)
11. Blue Flower (Inst.)
12. So Sad (Inst.)
13. Opening Title (Paradise Intro.) – T-Max

Parte 2
1. Say Yes – T-Max
2. Wish Ur My Love – T-Max feat. J
3. Yearning Heart – A'st1
4. Making A Lover – SS501
5. What Should I Do – Jisun
6. Love Is Fire – Kara
7. Love U – HowL
8. Almost Like Love – Brand New Day
9. Tears Are Falling – Lee Sang-gon
10. Cellogic (Inst.) – Kim Young-min
11. Approach (Inst.) (다가가다) – Dong Yo
12. Stranger Sun (Inst.) – Part Hye-ri
13. For The Sake Of Love (Inst.) – Part Hye-ri

Parte 2.5 - Edizione speciale F4
1. A Thing Called Happiness – Kim Hyun-joong
2. Something Happened To My Heart – A&T (A'st1 e T-Max)
3. Fight The Bad Feeling (Ballad Ver.) – T-Max
4. Fight The Bad Feeling (Dance Ver.) – T-Max
5. Fight The Bad Feeling (Club Ver.) – T-Max
6. Emptiness – Kim Joon
7. I'm Going To Meet Her Now – Kim Bum
8. A Heart Cannot Be Hidden – Lee Ji-hye
9. Bang Bang Boom – T-Max
10. My Everything – Lee Min-ho

## Riconoscimenti
| Anno | Premio                           | Categoria                                                     | Ricevente                    | Risultato       |
| ---- | -------------------------------- | ------------------------------------------------------------- | ---------------------------- | --------------- |
| 2009 | Baeksang Arts Awards             | Miglior nuovo attore                                          | Lee Min-ho                   | Vincitore/trice |
| 2009 | Baeksang Arts Awards             | Premio popolarità                                             | Kim Hyun-joong               | Vincitore/trice |
| 2009 | Baeksang Arts Awards             | Premio popolarità                                             | Lee Min-ho                   | Candidato/a     |
| 2009 | Asian Television Awards          | Miglior attore drammatico                                     | Lee Min-ho                   | Candidato/a     |
| 2009 | Asian Television Awards          | Miglior attrice drammatica                                    | Ku Hye-sun                   | Candidato/a     |
| 2009 | Mnet 20's Choice Awards          | Popolare star maschile di un drama                            | Lee Min-ho                   | Candidato/a     |
| 2009 | Mnet 20's Choice Awards          | Popolare star maschile di un drama                            | Kim Bum                      | Candidato/a     |
| 2009 | Mnet 20's Choice Awards          | Popolare star femminile di un drama                           | Ku Hye-sun                   | Candidato/a     |
| 2009 | Mnet 20's Choice Awards          | Personaggio popolare ("Gu Jun-pyo")                           | Lee Min-ho                   | Candidato/a     |
| 2009 | Seoul International Drama Awards | Drama popolare                                                | Boys Over Flowers            | Vincitore/trice |
| 2009 | Seoul International Drama Awards | Attore popolare                                               | Lee Min-ho                   | Candidato/a     |
| 2009 | Seoul International Drama Awards | Attore popolare                                               | Kim Hyun-joong               | Vincitore/trice |
| 2009 | Cyworld Digital Music Awards     | Canzone del mese (febbraio)                                   | "Because I'm Stupid" - SS501 | Vincitore/trice |
| 2009 | Cyworld Digital Music Awards     | Miglior colonna sonora                                        | "Because I'm Stupid" - SS501 | Vincitore/trice |
| 2009 | Mnet Asian Music Awards          | Miglior colonna sonora                                        | "Because I'm Stupid" - SS501 | Vincitore/trice |
| 2009 | Bugs Music Awards                | Miglior canzone dell'anno per un drama                        | "Because I'm Stupid" - SS501 | Vincitore/trice |
| 2009 | Korea Junior Star Awards         | Miglior nuovo attore in un drama                              | Kim Hyun-joong               | Vincitore/trice |
| 2009 | KBS Drama Awards                 | Premio alla massima eccellenza, attrice                       | Ku Hye-sun                   | Candidato/a     |
| 2009 | KBS Drama Awards                 | Premio all'eccellenza, attore in un drama di media lunghezza  | Lee Min-ho                   | Candidato/a     |
| 2009 | KBS Drama Awards                 | Premio all'eccellenza, attrice in un drama di media lunghezza | Ku Hye-sun                   | Vincitore/trice |
| 2009 | KBS Drama Awards                 | Miglior nuovo attore                                          | Lee Min-ho                   | Vincitore/trice |
| 2009 | KBS Drama Awards                 | Miglior nuovo attore                                          | Kim Hyun-joong               | Candidato/a     |
| 2009 | KBS Drama Awards                 | Miglior nuovo attore                                          | Kim Bum                      | Candidato/a     |
| 2009 | KBS Drama Awards                 | Miglior nuova attrice                                         | Kim So-eun                   | Vincitore/trice |
| 2009 | KBS Drama Awards                 | Miglior giovane attore                                        | Park Ji-bin                  | Candidato/a     |
| 2009 | KBS Drama Awards                 | Premio dato dagli internauti, attrice                         | Ku Hye-sun                   | Vincitore/trice |
| 2009 | KBS Drama Awards                 | Premio popolarità, attore                                     | Lee Min-ho                   | Candidato/a     |
| 2009 | KBS Drama Awards                 | Premio popolarità, attore                                     | Kim Hyun-joong               | Candidato/a     |
| 2009 | KBS Drama Awards                 | Premio miglior coppia                                         | Lee Min-ho e Ku Hye-sun      | Vincitore/trice |
| 2009 | KBS Drama Awards                 | Premio miglior coppia                                         | Kim Hyun-joong e Ku Hye-sun  | Candidato/a     |

## Distribuzioni internazionali
| Paese             | Canale/i                   | Prima TV                          |
| ----------------- | -------------------------- | --------------------------------- |
| Giappone          | Mnet                       | 12 aprile 2009-                   |
| Taiwan            | CTV                        | 10 maggio-18 ottobre 2009         |
| Filippine         | ABS-CBN                    | 11 maggio-21 agosto 2009          |
| Singapore         | Channel U                  | 16 maggio-17 ottobre 2009         |
| Hong Kong         | TVB J2                     | 25 maggio-17 agosto 2009          |
| Indonesia         | Indosiar                   | 1º giugno 2009-                   |
| Thailandia        | Channel 7                  | 4 luglio 2009-                    |
| Cina              | Star TV                    | 8 luglio-31 luglio 2009           |
| Vietnam           | H1                         | 24 giugno-26 agosto 2009          |
| Malaysia          | 8TV                        | 16 dicembre 2009-1º febbraio 2010 |
| Canada            | SHAW Multicultural Channel | 2010                              |
| Stati Uniti       | Hulu (streaming)           | agosto 2010-                      |
| Israele           | Viva Platina Channel       | 3 settembre 2010-                 |
| Cambogia          | TV5                        | 2010                              |
| Botswana          | BTV                        | gennaio 2011-                     |
| Perù              | Panamericana Televisión    | 5 maggio 2011-                    |
| Panama            | SERTV                      | 19 giugno 2011-                   |
| Ecuador           | Ecuador TV                 | 2011                              |
| Romania           | Euforia Lifestyle TV       | 12 ottobre 2011-                  |
| Porto Rico        | Puerto Rico TV             | 19 ottobre 2011-                  |
| Kazakistan        | El Arna                    | 2011                              |
| Cile              | Etc...TV                   | 16 aprile 2012-                   |
| Libano            | MBC4                       | 1 settembre 2012-                 |
| Turchia           | TRT Okul                   | 1º dicembre 2012-                 |
| India, Tamil Nadu | Puthu Yugam                | 12 maggio 2014-                   |
| Sri Lanka         | TV Derana                  | 11 agosto 2014-                   |